# ОШ „Милан Вучићевић-Зверац” Братљево
Skola Bratljevo prva.jpg
ОШ „Милан Вучићевић-Зверац” Братљево, насељеном месту на територији општине Ивањица, основана је одлуком Народног одбора Опшине Ивањица број 02а-6614/1 од 15. децембра 1962. године.
Школа носи назив  народног хероја Милана Вучићевића-Зверца, који је рођен у овим крајевима. Школа је удаљена је од општинског центра у Ивањици 22km.
Основна школа покрива веома велико брдско–планинско подручје, јужну страну планине Голије. Због разуђености планинских насеља у саставу школе налази се и једно четвороразредно издвојено одељења Глеђица, које тренутно не ради.